# 尼頓·山度士奧林匹克體育場
尼頓·山度士奧林匹克體育場（Estádio Olímpico Nilton Santos），为巴西里约热内卢市的一个多用途体育场，以前国际足联主席若昂·阿维兰热来命名。该体育场主要用作足球赛事以及田径赛事。尼頓·山度士木體育場是保地花高队的主场所在地。